# Aiguille du Midi
A  Aiguille du Midi (em português significa Agulha do Meio-dia), é uma montanha situada no Maciço do Monte Branco (Itália, França e Suíça), com uma altitude de 3 842 m, a mais alta das Aiguilles de Chamonix. Sobre o pico eleva-se uma torre, com antenas de telecomunicações, representando o ponto culminante atual.
O cume é o ponto de chegada do Teleférico da Aiguille du Midi. A estação superior está situada a 3 777 m de altitude, para alcançar o topo a 3 842 m existe um ascensor. A montanha tem, no entanto, apenas 310 m de proeminência topográfica. 
Em 4 de agosto de 1818 foi alcançado o cume norte  por Antoni Malczewski, J.M. Balmat e outros cinco guias. Posteriormente, em 5 de agosto de 1856, J. A. Devouassoux e A. e J. Simond chegaram ao cume sul. A Aiguille do Midi é assinalada em vários periódicos como as 100 mais belas corridas de montanha.

## O panorama

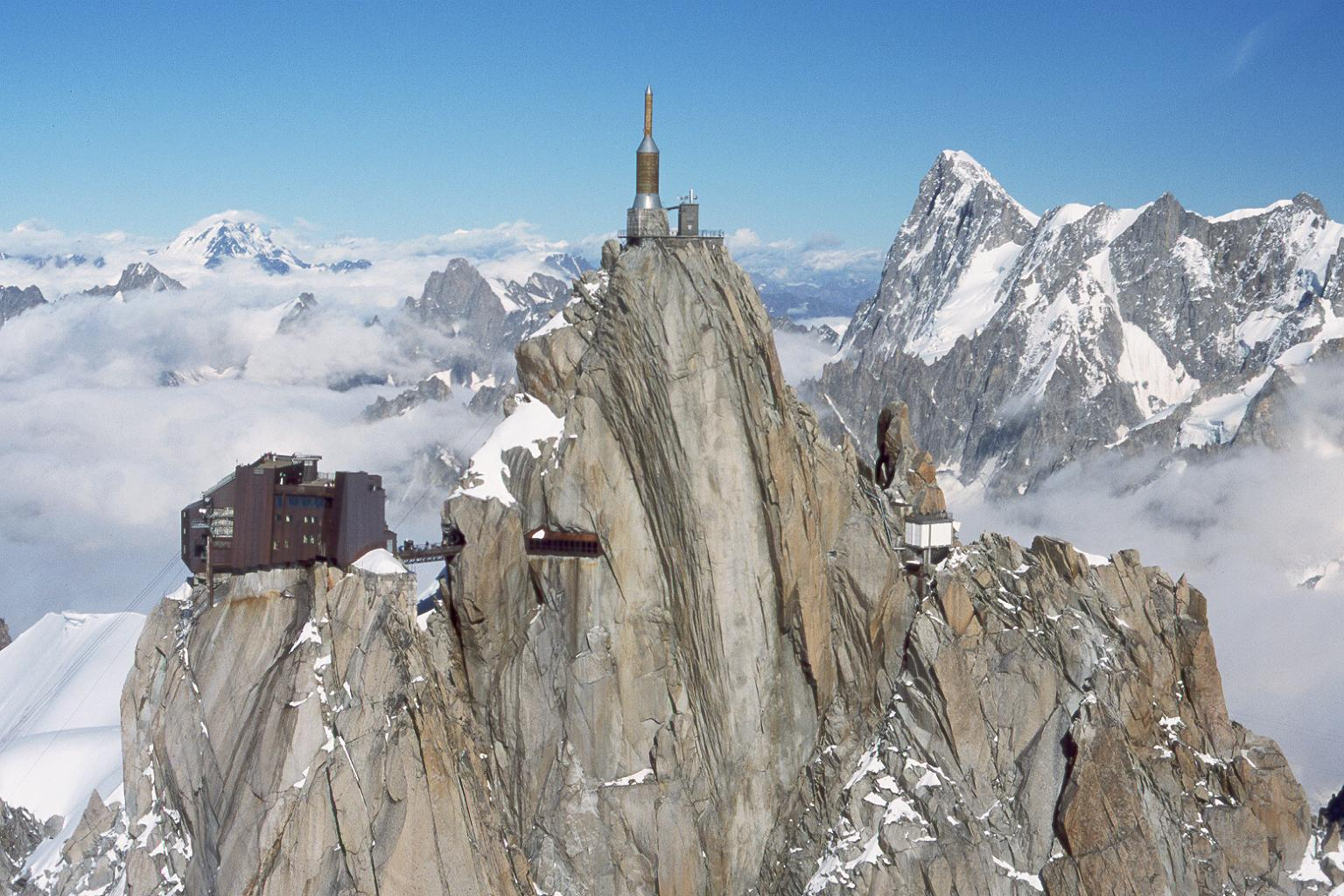
Vista aérea do cume, tomada de sudoeste. À esquerda, o pico norte e a estação do teleférico. Ao fundo, os Grandes Jorasses.

A Aiguille du Midi é um dos pontos de partida do Vale Branco (Vallée Blanche), e da Telecabine Panorâmica do Monte Branco, que atravessa o Glaciar do Gigante até à Ponta Helbronner. Esta fica na fronteira França-Itália, tem uma altitude de 3462 metros, e dela vê-se o Vale de Aosta e a região italiana do Piemonte.
Frente ao Monte Branco e sobre o Vale Branco, o sítio da Aiguille du Midi oferece uma vista majestosa sobre os principais cumes de mais de 4000 metros de altitude franceses, suíços e italianos, entre os quais o Monte Cervino, o Monte Rosa, as Aiguilles de Chamonix, os Grandes Jorasses (4208 m), a Aiguille Verte, as Les Drus, o Dôme du Goûter (4304 m) e o próprio Monte Branco (4810 m).
Para oeste, a vista permite observar Chamonix de forma soberba, embora o panorama se estenda a muitas regiões montanhosas, como o maciço das Aiguilles Rouges em primeiro plano, os Aravis, o Chablais, a Genevois, o Jura, e a Chartreuse. Balcões de observação e tábuas de orientação estão à disposição do público.
Existe ainda um restaurante denominado 3842 (3842 m é a altitude em metros do cume da Aiguille du Midi e não a do restaurante), que é o segundo mais alto da Europa.

## Imagens

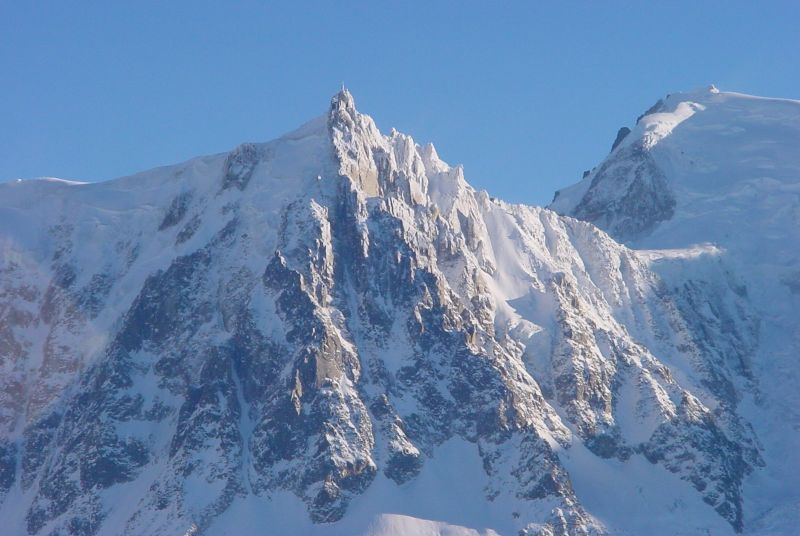
Vertente norte no inverno
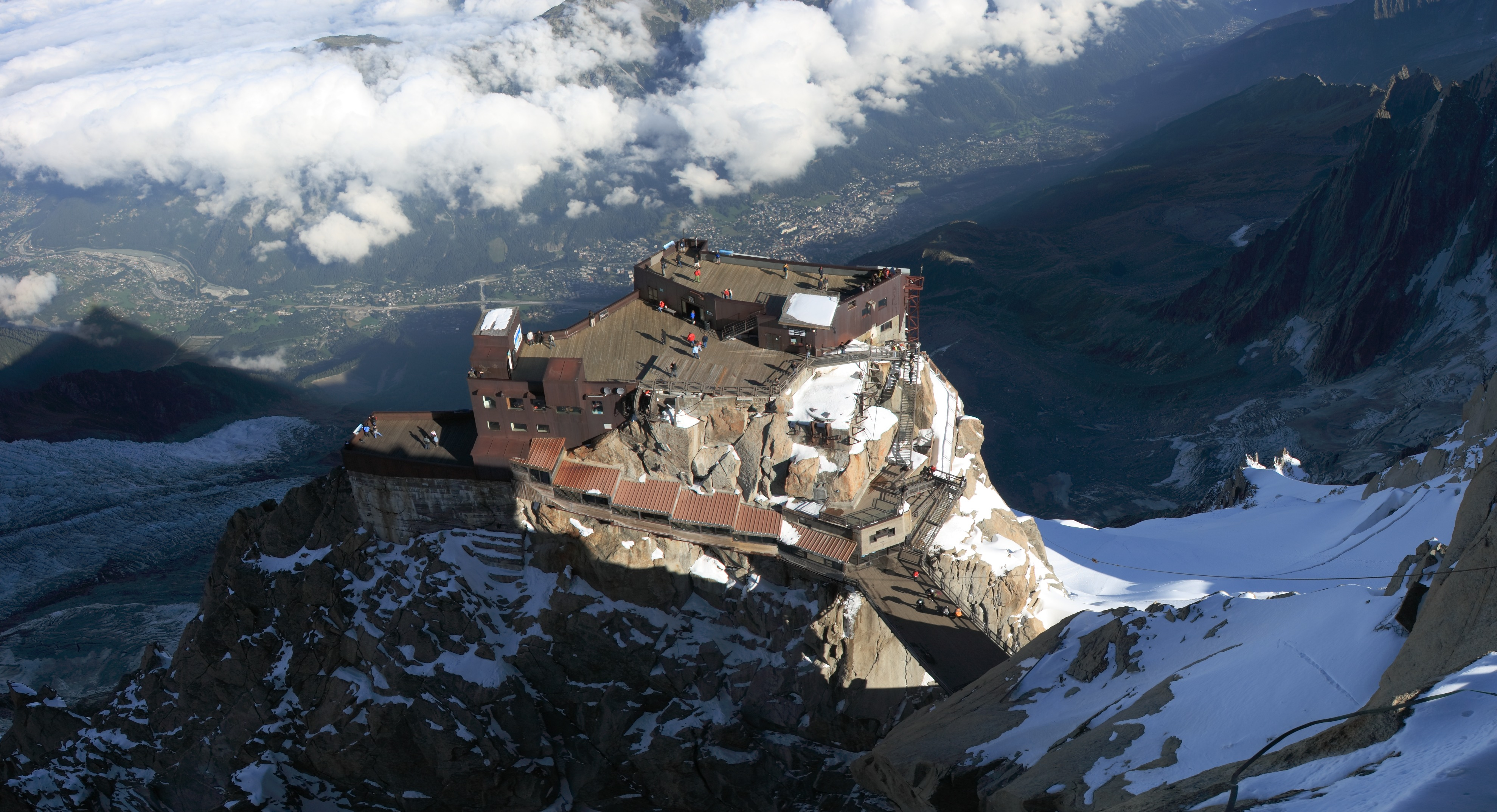
Plataformas inferiores vistas do topo
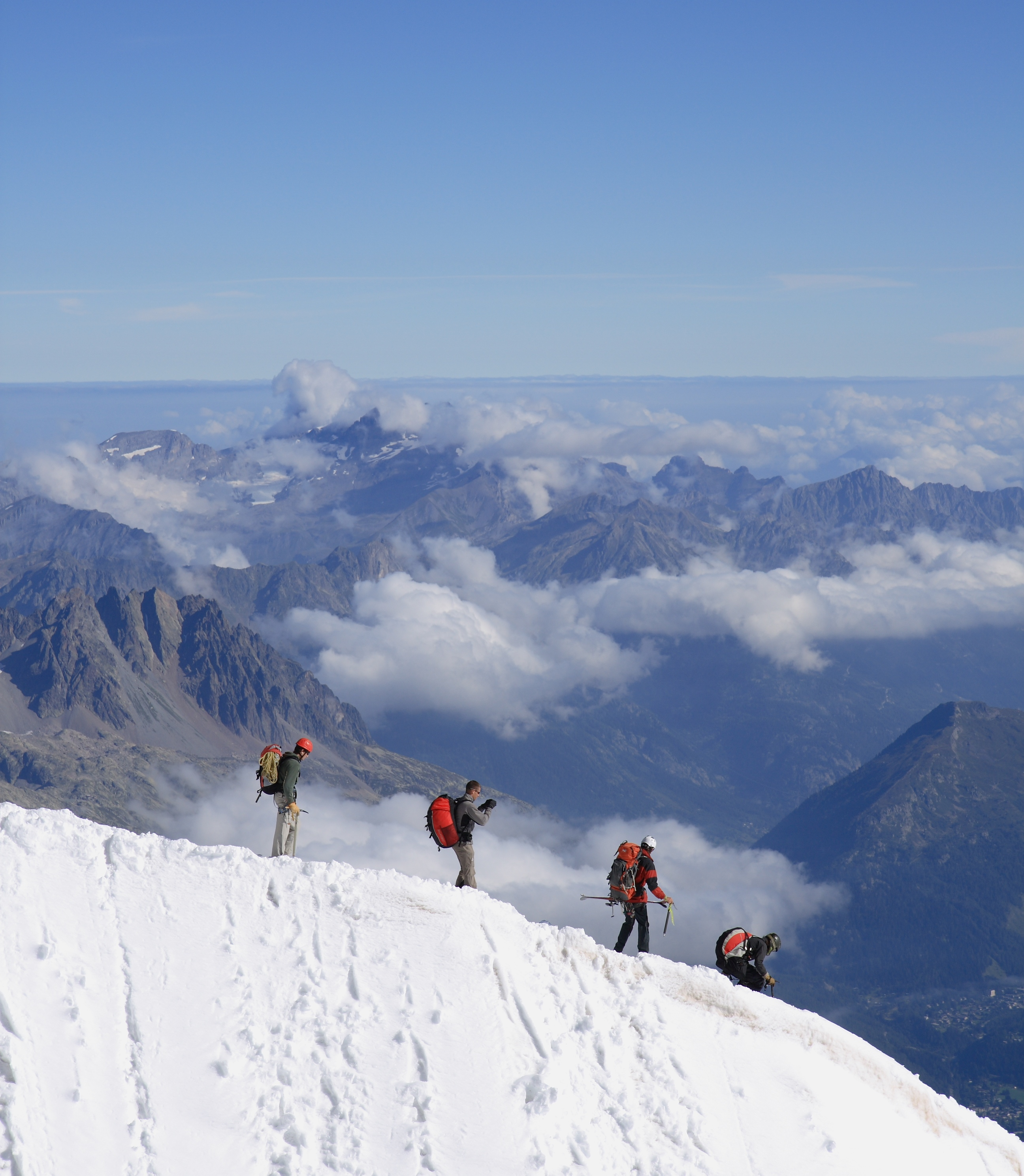
Alpinistas na Aiguille du Midi
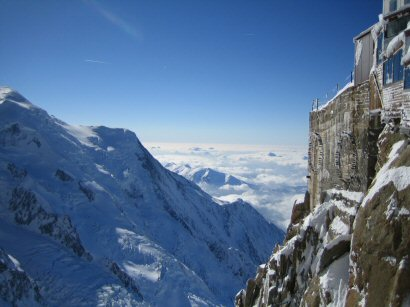
A Aiguille du Midi e o Monte Branco
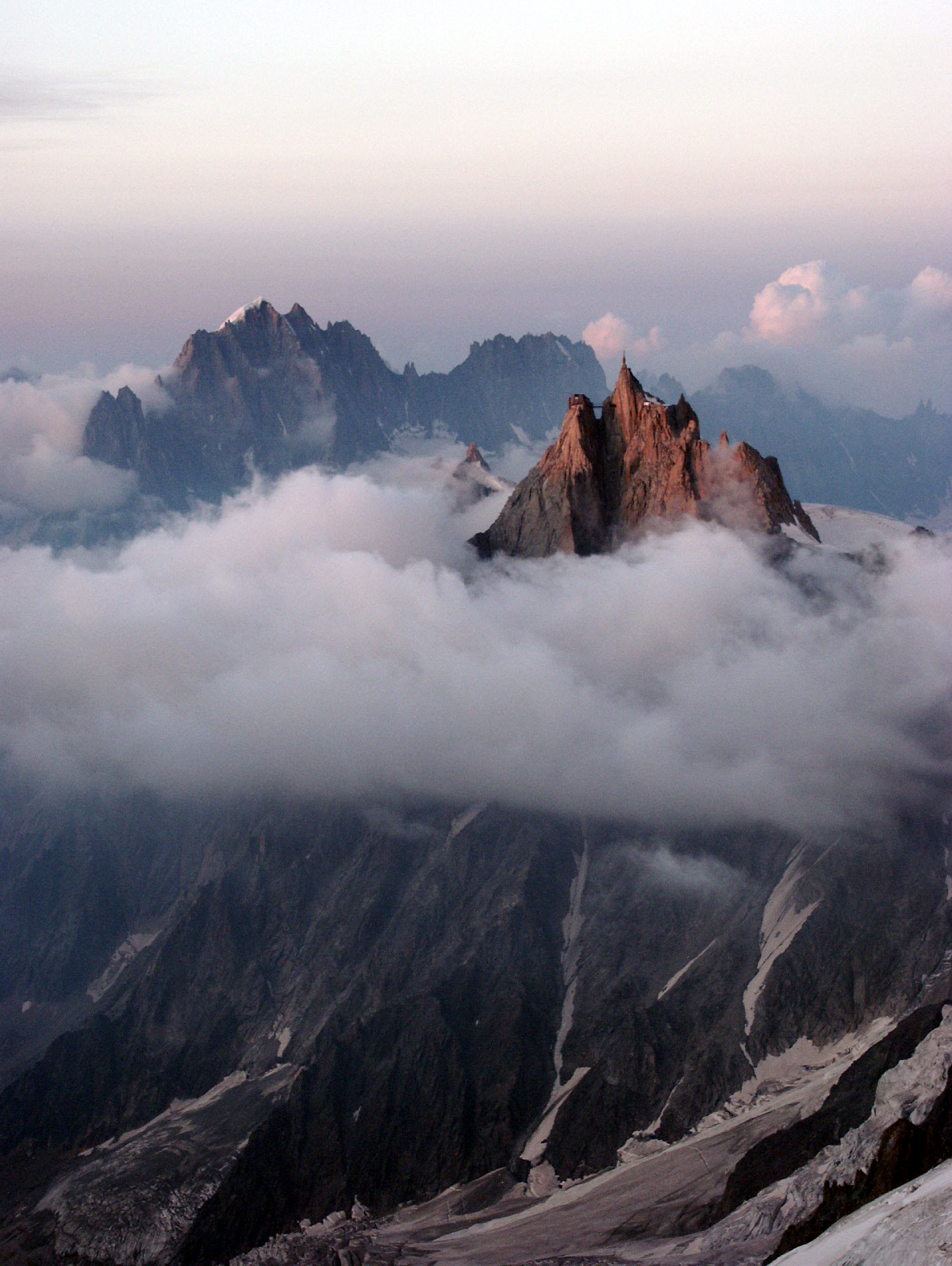
A Aiguille du Midi no verão, ao pôr-do-sol
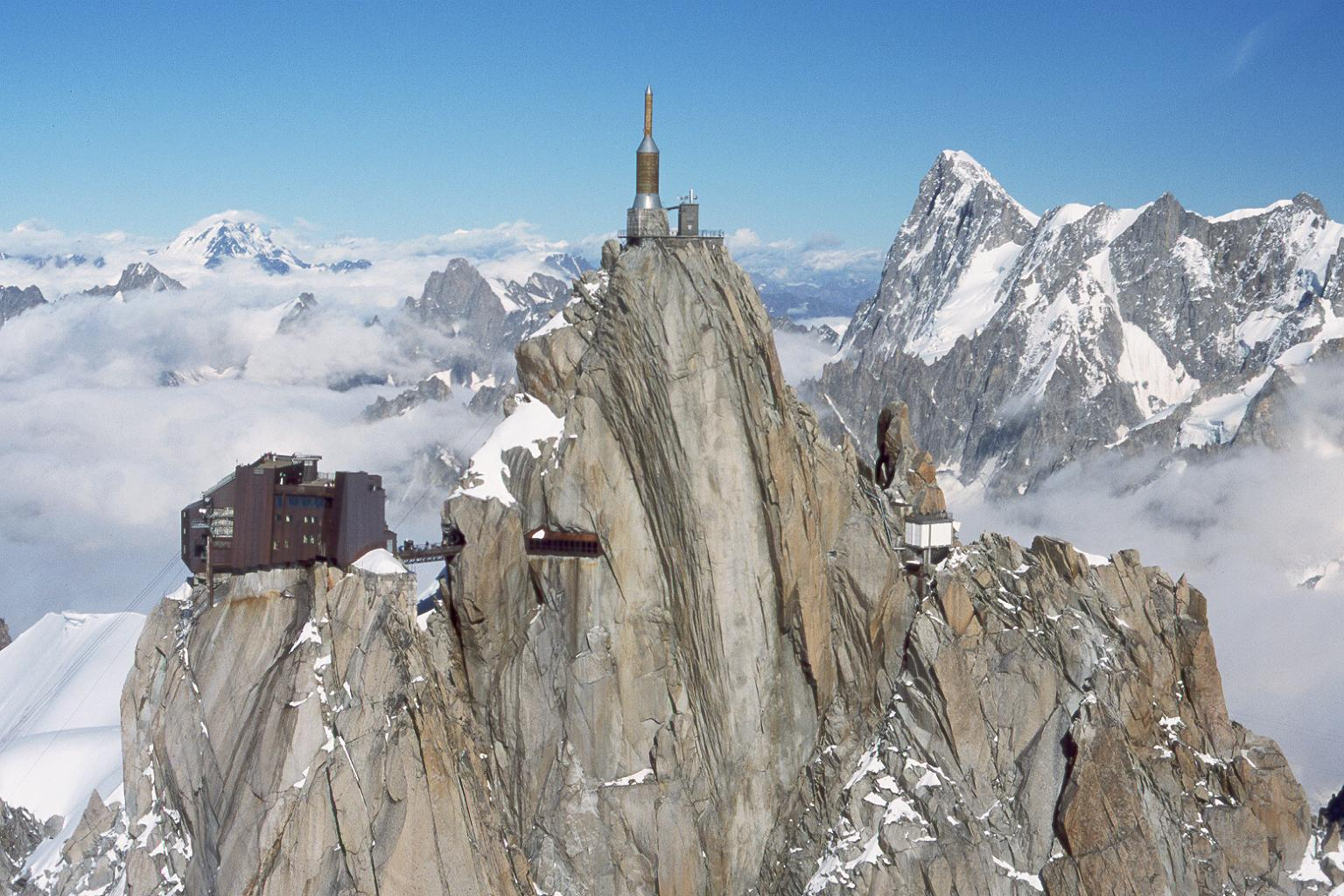
A Aiguille du Midi no verão, ao pôr-do-sol
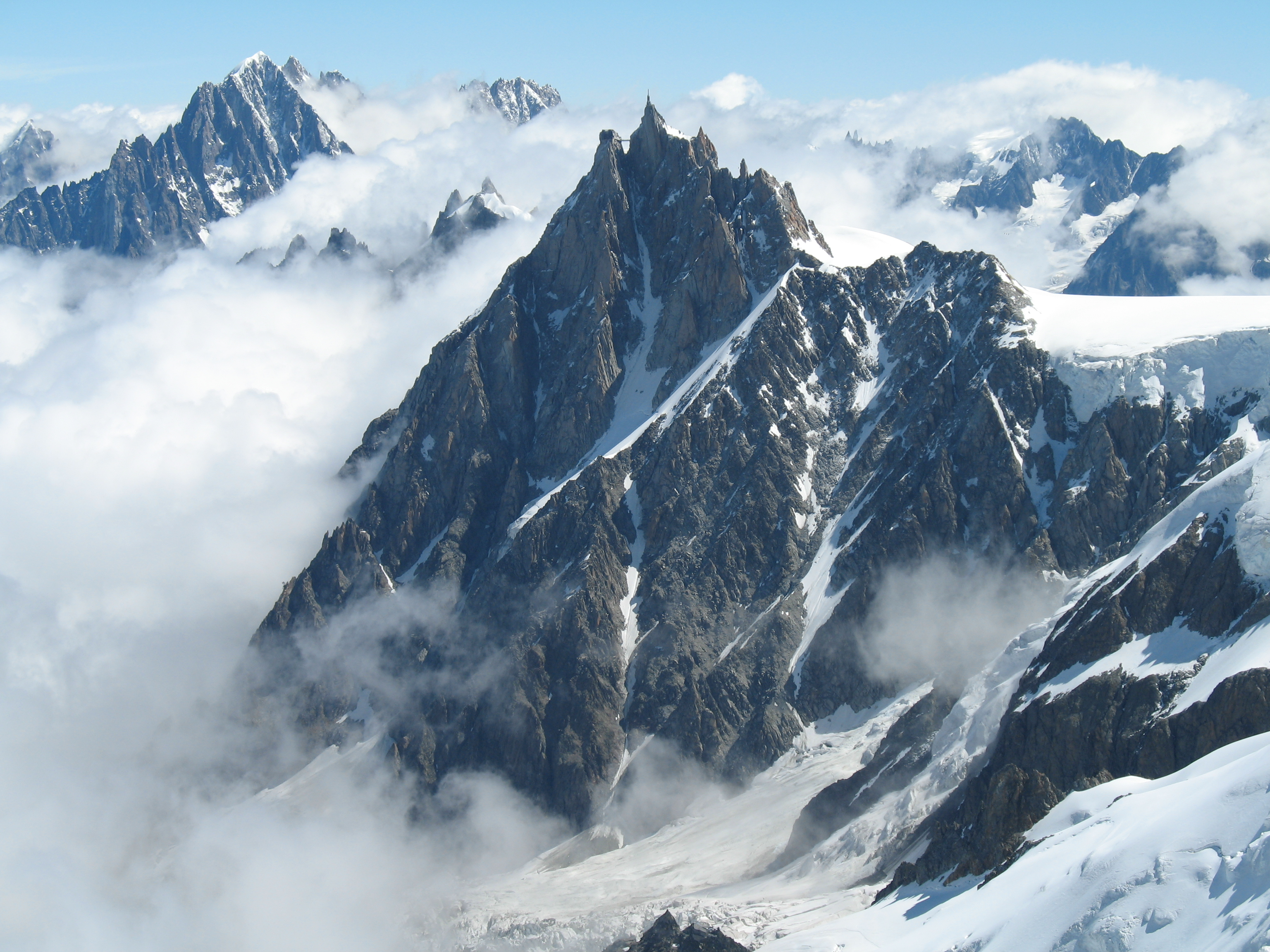
A Aiguille du Midi no verão
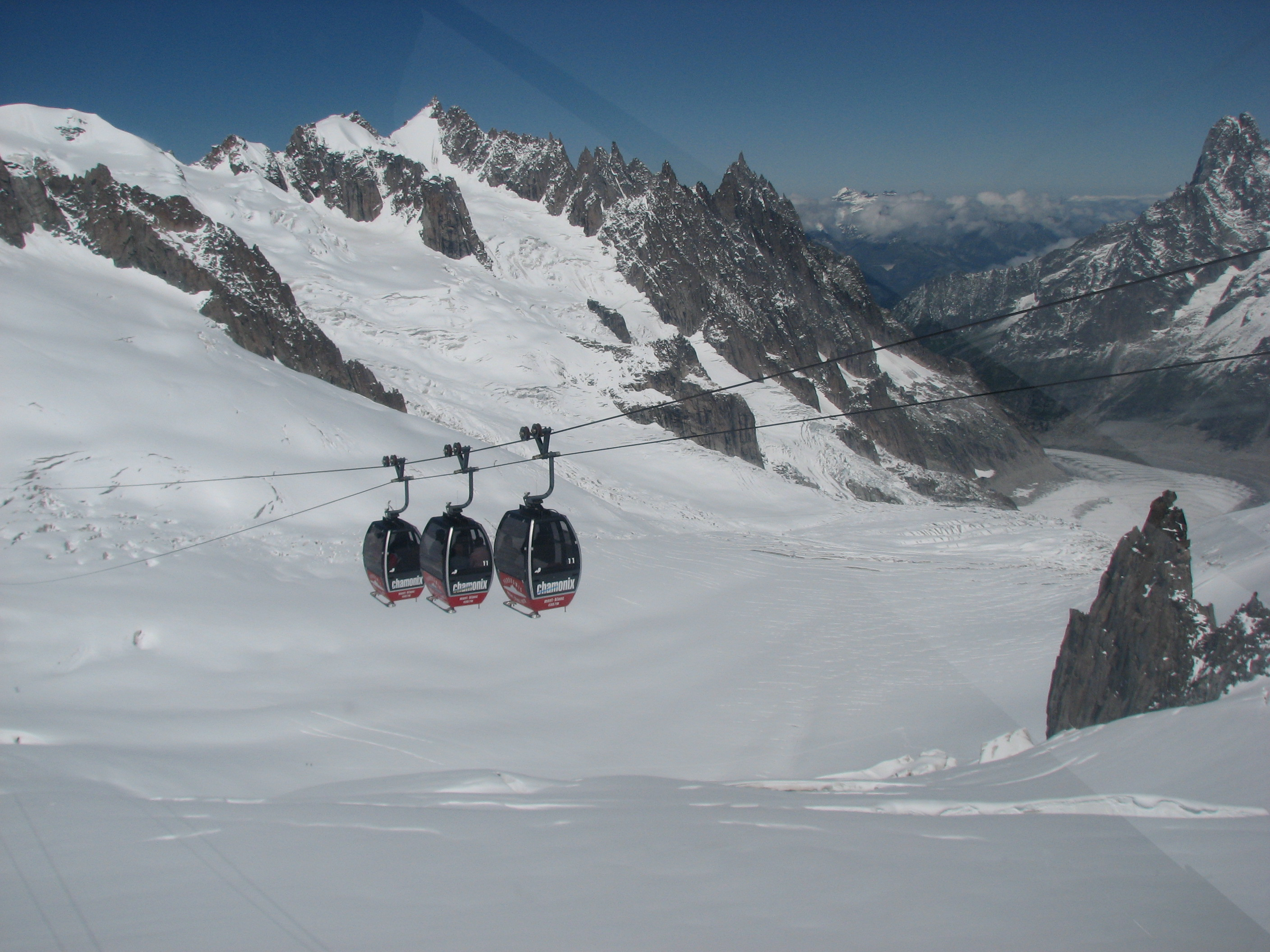
Telecabine panorâmica no Vale Branco

### Imagens externas
- «MMB: Imagens, Aiguille du Midi»

Em «Zorgloob» o Glaciar de Talèfre e a localização da Aiguille Verte, Les Droites, Les Courtes, a Aiguille de Triolet, Aiguille de Talèfre, Aiguille de Leschaux, Dent du Géant, La Tour Ronde, Monte Branco do Tacul, Aiguille du Midi, Aiguille du Plan, Aiguille do Grépon, e a Aiguille de l'M.